# Marc Anthony (musicien)
Pour les articles homonymes, voir Marc Anthony (homonymie) et Anthony.
 (octobre 2014).
Marc Anthony est un compositeur français.

## Biographie
Il est né en 1953 à La Garenne-Colombes
Un des pionniers de la musique traditionnelle française, il a participé avec Dominique Paris et Jean-François Vrod à la redécouverte de la musique auvergnate à Paris, au travers du groupe Café-Charbons, dans les années 1980.
Il a été membre de l'« Association des Musiciens Routiniers », dans les années 1980, aux côtés de Jean-Michel Ponty, Olivier Durif, Philippe Krümm, Bernard Blanc...

## Discographie
Avec Café Charbons
- Musique d’Auvergne à Paris, LP Auvidis ; CD Auvidis/Ethnic
- Musiques traditionnelles en Auvergne, CD Amta
- Inédits, K7 AMTA Collection Esquisses

Avec Cie Chez Bousca
- Chants de quête de la période de Pâques, CD Ocora
- Ethnograffiti, CD Silex

Avec En place pour la deuxième
- Bal en Lozère, CD
- Le bâtard de Dieu, CD Philips
- La marche des Mille, Wally Badarou, Island

Autres
- L’anthologie de la chanson française traditionnelle, coffret de 14 CD EPM
- Vielles 96, morceaux choisis d’une rencontre, CD Amta MG, variations sur des bourrées corréziennes en duo avec Philippe Destrem
- Equidad Barès, Mes Espagnes, CD Auvidis/Silex
- D’écluses en Garonne « Caminos de Bandido », CD Autoproduit
- Régis Huby, Le Sentiment des Brutes, CD Transes Européennes/Buda Musique
- Les Assemblées Gallèses « 20 Ans », CD Coop Breizh
- Perceval « la légende du Graal », CD L’autre Label
- Una nueï « La route des Troubadours », CD CRMT
- Ténarèze « Ausèths », CD Modal Plein jeu MPJ
- Aral, CD Buda Musique
- France Vielle à Roue, CD Cinq Planètes
- Terre Neuvas, CD L’Autre Planète
- Chants des marins bretons, CD Gens de mer
- Tant que le vent soufflera, DVD Pathé
- Katé Mé « Live », CD TradMark
- Michel Aumont, Le Grand Orchestre Armorigène, CD Innacor - l'Autre Distribution
- Marino Mapihan, J'aimerai qui m'aime, CD TvB Productions/Coop Breizh
- Artho Duo (avec Julie Garnier), Ciel oblique, Accords Croisés.